# Stade Bordelais (bóng đá)
Stade Bordelais ASPTT Football, được gọi đơn giản là Stade Bordelais là bộ phận bóng đá của câu lạc bộ đa thể thao của Pháp có trụ sở tại Bordeaux. Bộ phận bóng đá được tạo ra vào năm 1889. Đội chơi ở Stade Sainte Germain, có sức chứa 3.000 chỗ ngồi. Màu sắc của câu lạc bộ là đen và trắng.

## Lịch sử
Được thành lập vào năm 1889 với tư cách là bộ phận bóng đá của Câu lạc bộ Stade Bordelais Omnisport, câu lạc bộ cũng được biết đến từ năm 1901 với tên Câu lạc bộ Stade Bordelais, sau khi sáp nhập câu lạc bộ đa thể thao với Câu lạc bộ Université Bordelais. Dưới cái tên này, họ đã chiến thắng mùa giải đầu tiên của Division d'Honneur của Aquitaine League vào năm 1920, lần đầu tiên trong bốn danh hiệu như vậy cho câu lạc bộ trong những năm 1920.
Sự xuất hiện đầu tiên của câu lạc bộ trong các hạng đấu quốc gia là mùa giải đầu tiên của Division Nationale de CFA vào năm 1948, mà họ đủ điều kiện kết thúc ở vị trí thứ ba trong Aquitaine Division d'Honneur. Kết thúc ở vị trí thứ 9 trong Nhóm phía Tây là không đủ để đủ điều kiện tự động thăng hạng cho mùa giải năm sau. Tuy nhiên, vào năm 1950, câu lạc bộ là nhà vô địch của Aquitaine Division d'Honneur, tự động đủ điều kiện thăng hạng Division Nationale de CFA. Lần này họ duy trì sự hiện diện của họ ở cấp độ này trong hai mùa.
Trong hơn 45 năm, câu lạc bộ chỉ chơi bóng đá khu vực, trước khi một lần nữa giành được danh hiệu Aquitaine Division d'Honneur vào năm 1997. Điều này đủ điều kiện cho câu lạc bộ cho mùa đầu tiên dưới cái tên mới Championnat de France Amateur 2, hạng thứ năm cơ cấu giải đấu quốc gia. Câu lạc bộ đã hoàn thành vị trí thứ ba trong nhóm E, đủ để thăng hạng, do hai câu lạc bộ tốt hơn là các bên dự bị không đủ điều kiện. Mùa giải đầu tiên ở giải hạng tư chứng kiến câu lạc bộ có được kết thúc ở giữa bảng, nhưng họ đã xuống hạng thứ năm vào năm 2000 và cuối cùng trở lại giải đấu khu vực vào năm 2003.
Câu lạc bộ đã trở lại với tư cách là nhà vô địch của Aquitaine Division d'Honneur ở mùa giải đầu tiên vào năm 2004. Sau khi kết thúc ở vị trí thứ năm vào năm 2005, họ đã trở thành nhà vô địch của bảng E năm 2006, một lần nữa thăng hạng lên giải hạng tư. Lần này họ trụ hạng trong ba mùa trước khi bị xuống hạng một lần nữa vào năm 2009. Lần thăng hạng thứ ba từ CFA2 đã giành được vào năm 2012.
Câu lạc bộ đã đạt được thành tích tốt nhất trong Coupe de France trong mùa giảo 2012-13, lọt vào vòng 32, đáng chú ý nhất là đánh bại đội Ligue 2 Niort và đội Championat National Carquefou, trước khi thua Lens.
Vào mùa hè năm 2013, Stade Bordelais Omnisports đã sáp nhập với ASPTT Bordeaux để thành lập tổ chức hiện tại và bộ phận bóng đá đã có được tên hiện tại là Stade Bordelais ASPTT Football.
Trong năm 2015, câu lạc bộ đã đạt được thứ hạng cao nhất từ trước đến nay trong cơ cấu giải đấu quốc gia, đứng thứ ba trong nhóm của giải hạng tư. Xuống hạng nhanh chóng vào năm 2016, nhưng câu lạc bộ đã được thăng hạng trở lại vào năm 2017 với tư cách là nhà vô địch của bảng H. Kể từ mùa giải 2017-18, đội chơi ở giải hạng tư trong Championnat National 2.

## Danh dự
- Championnat de France Amateur 2 (giải hạng năm): 2006, 2012, 2017
- Sư đoàn d'Honneur Aquitaine: 1920, 1924, 1926, 1929, 1950, 1997

## liên kết ngoài
Website chính thức (tiếng Pháp)

## đọc thêm
- (tiếng Pháp) Callede Jean-Paul, Du Stade Bordelais au SBUC 1889–1939, Bordeaux, MSHA, 1993